# Арротіно
Арроті́но (італ. Arrotino — «Точильник», «Гострильник») — антична скульптура, що зображає чоловіка, який сидить навпочіпки і гострить ніж на точильному камені. Колишня назва — «Скіф», припускали також, що він був частиною скульптурної групи, що зображала здирання шкіри з Марсія.
Знайдена на початку XVI ст. — відома з інвентарного опису вілли банкіра Агостіно Кіджі (майбутньої «Вілла Фарнезіна»). Пізніше — знаходиться в складі зібрання скульптур і стародавностей, успадкованих Паолантоніо Содеріні від брата Франческо Содеріні, який збирав їх у мавзолею Августа. Паолантоніо згадував у листі 1561 року, що «Арротіно» (якого він називав il mio villano — «мій селянин») більше нема в колекції. Далі відоме, що представник родини Міньянеллі продав статую кардиналу Фердінандо Медічі. Спочатку статую розмістили у Віллі Медічі, а в XVIII ст. статуя стала частиною зібрання Медічі у Флоренції, де отримала назву «Скіф» (італ. Scita). Там вона перебуває досі — у «Трибуні» Галереї Уффіці.
У XVII ст. з'являються припущення, що «Скіф» міг бути частиною скульптурної групи «Аполлон здирає шкіру з Марсія». Скульптурні групи звичайні у творчості давньогрецьких скульпторів Пергамської школи, наприклад, «Лаокон та його сини», відоме також, що «Помираючий Галл» колись був частиною багатофігурної композиції. Перша згадка про Арретіно як частину скульптурної групи трапляється в 1669 році в Леонардо Агостіні.
Тривалий час «Арротіно» вважали оригінальною грецькою статуєю, одною з найкращих, що збереглися. Згідно з сучасними дослідженнями, це давньоримська копія І ст. до н. е. з незбереженого давньогрецького оригіналу доби Еллінізму. З неї було зроблено чимало виліпків і гіпсових копій — як приладдя для художніх шкіл.
Статуя «Арротіно» зображена на картині «Трибуна Уффіці» Йоганна Цоффані — у лівому нижньому куті.